# Middleton-on-Leven
Middleton-on-Leven is een civil parish in het bestuurlijke gebied Hambleton, in het Engelse graafschap North Yorkshire.